# Johanna von England (1321–1362)

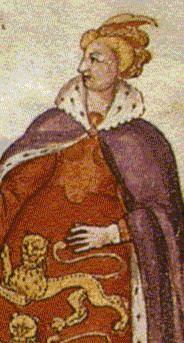
Johanna von England nach einer um 1350 entstandenen Darstellung.

Johanna von England (auch Johanna Plantagenet; genannt Joan of the Tower) (* 5. Juli 1321 im Tower of London; † 7. September 1362 auf Hertford Castle) war eine englische Königstochter. Als Ehefrau von David II. war sie schottische Königin.

## Herkunft und frühe Heiratsverhandlungen
Johanna entstammte der englischen Herrscherfamilie Plantagenet. Sie war das vierte Kind und die zweite Tochter von König Eduard II. und von dessen Frau Isabelle de France. Sie wurde im Tower of London geboren, wodurch sie ihren Beinamen erhielt. Über ihr Aussehen und ihren Charakter ist fast nichts bekannt. Der Chronist Andrew Wyntoun beschrieb die erwachsene Johanna um 1400 als lieblich, höflich, zuvorkommend, liebenswert und ehrlich, was aber wohl nur allgemeine Floskeln sind. Bereits 1325 hatte ihr Vater geplant, seine vierjährige Tochter aus diplomatischen Gründen zu verheiraten. Die Verhandlungen mit König Jakob II. von Aragón über eine Heirat Johannas mit dessen Enkel, dem späteren König Peter, blieben aber erfolglos, ebenso die Verhandlungen über eine Heirat mit einem Sohn des französischen Grafen Philipp von Valois. Johannas Mutter hatte sich inzwischen von ihrem Mann entfremdet. Sie blieb nach einer diplomatischen Mission in Frankreich und kehrte 1326 mit einem kleinen Heer nach England zurück, um ihren Mann als König zu stürzen. Tatsächlich brach die Herrschaft von Eduard II. rasch zusammen, worauf Anfang Februar 1327 Johannas ältester Bruder Eduard zum neuen König gekrönt wurde. Die neue englische Regierung wollte nun den seit 1296 währenden Krieg mit Schottland beenden. Dazu musste Eduard III. den schottischen König Robert Bruce als König anerkennen und auf den englischen Anspruch auf Oberhoheit über Schottland verzichten. Um diesen 1328 geschlossenen Frieden abzusichern, sollte Johanna mit dem Sohn von Robert Bruce, dem vierjährigen schottischen Thronfolger David verheiratet werden.

## Heirat mit dem schottischen Thronfolger
Da die beiden Brautleute nach kanonischen Recht für eine Ehe noch zu jung waren, wurde vereinbart, dass die Ehe spätestens zwei Monate nach dem 14. Geburtstag von David vollzogen werden müsse. Andernfalls wäre der geschlossene Frieden hinfällig. Johannas Bruder Eduard, der dem Frieden mit Schottland nur widerstrebend zugestimmt hatte, erklärte öffentlich, dass er die Heirat Johannas mit dem schottischen Thronfolger ablehnte und dass er deshalb nicht an der Hochzeitsfeier teilnehmen würde. Daraufhin wollte auch Robert Bruce nicht an der Feier teilnehmen und ließ sich als krank entschuldigen. Dennoch fand die Heirat am 17. Juli 1328 in Berwick statt und wurde groß gefeiert. Der schottische König soll die stattliche Summe von über £ 2500 für die Feier ausgegeben haben. Johannas Mutter Isabelle und mehrere englische Magnaten nahmen an der Feier teil, während der junge Bräutigam vom Earl of Moray und James Douglas nach Berwick geleitet wurde. Von ihrer Mutter erhielt Johanna wertvolle Geschenke, darunter vermutlich das Stundenbuch von Taymouth. Der schottische König hatte zugesagt, dass Johanna in Schottland Besitzungen erhalten sollte, aus denen sie jährliche Einkünfte von £ 2000 haben sollte. Über eine Mitgift durch ihren Bruder ist dagegen nichts bekannt. Nach der Hochzeit zog Johanna mit ihrem Mann nach Schottland, wo sie zunächst auf dessen Sitz Turnberry Castle lebten. Nach dem Tod von Robert Bruce 1329 wurde der junge David neuer König der Schotten. Doch erst am 24. November 1331 wurde das inzwischen neun bzw. zehn Jahre alte Königspaar in Scone gekrönt. Damit war Johanna die erste schottische Königin, die unangefochten gekrönt wurde.

## Exil in Frankreich während des Zweiten Schottischen Unabhängigkeitskriegs
Über das weitere Leben von Johanna ist nur wenig bekannt. Der 1328 mit England geschlossene Frieden endete bereits 1332, als mit Billigung von Eduard III. eine Gruppe englischer Adliger in Schottland einfiel. Sie unterstützten den Thronanspruch von Edward Balliol, womit der zweite schottische Unabhängigkeitskrieg begann. Balliol erklärte 1332, dass er Johanna heiraten würde, wenn ihre Ehe mit David wegen Nichtvollziehung annulliert würde. Im Krieg gegen die Enterbten und dann auch gegen England erlitten die Schotten mehrere schwere Niederlagen. Um die Sicherheit des Königs zu gewährleisten, wurden David II. und Johanna 1334 von Dumbarton Castle aus nach Frankreich gebracht. Dort gewährte ihnen der französische König Philipp VI. Zuflucht. Er wies ihnen und ihrem kleinen Gefolge Château Gaillard in der Normandie als Wohnsitz zu. Edward Balliol konnte sich aber trotz der Unterstützung durch den englischen König nicht dauerhaft als König in Schottland behaupten. Unter großem Jubel ihrer Anhänger konnten David II. und Johanna am 2. Juni 1341 in Inverbervie landen und damit nach Schottland zurückkehren.

## Gefangenschaft ihres Mannes und Trennung nach dessen Rückkehr
Der Krieg mit England war aber noch nicht beendet. Im Oktober 1346 geriet David II. in der Schlacht von Neville’s Cross in englische Gefangenschaft. Abgesehen von einem kurzen Zeitraum von 1351 bis 1352, als er für Verhandlungen nach Schottland reisen durfte, blieb der König nahezu elf Jahre in England in ehrenvoller Haft. Während dieser Zeit übernahm Robert Stewart als Guardian die Regentschaft. Über Johanna ist während dieser Zeit kaum etwas bekannt. Es gibt keinen Nachweis, dass sie an den Verhandlungen zur Freilassung ihres Mannes beteiligt wurde. Vielleicht wurde sie sogar als eine Art Geisel für die Unversehrtheit ihres Mannes betrachtet. 1348 gewährte ihr Eduard III. freies Geleit, damit sie nach Windsor Castle reisen und dort zusammen mit ihrem Mann an den Feiern des Georgstages teilnehmen konnte. Vermutlich nahm sie das Angebot aber nicht an. Nach anderen Angaben könnte Johanna ihrem Mann nach England gefolgt sein. Sie lebte aber nicht zusammen mit ihm in Gefangenschaft, sondern in Hertford Castle, einer Burg im Besitz ihrer Mutter. Erst nach Abschluss des Vertrags von Berwick 1357 wurde David II. freigelassen und konnte nach Schottland zurückkehren. Er hatte sich aber während der Gefangenschaft von seiner Frau entfremdet. In England hatte er eine Beziehung mit Katherine Mortimer begonnen, deren Herkunft unbekannt ist. Sie begleitete ihn nach Schottland und blieb seine Geliebte, während Johanna vernachlässigt wurde. Zu Weihnachten 1357 und wenige Monate später im Mai 1358 reiste Johanna nach England. Dabei ist ungeklärt, ob sie diese Reisen wegen der Entfremdung mit ihrem Ehemann unternahm oder ob sie weitere Verhandlungen mit ihrem Bruder führte, der ihr für ihre Reisen freies Geleit gewährt hatte. Nach einer im Februar 1359 ausgestellten Urkunde gewährte der englische König auf ihre Bitten hin dem schottischen König einen Zahlungsaufschub für sein noch offenes Lösegeld von David II., was aber auch nur eine diplomatische Floskel gewesen sein könnte.

## Letzte Jahre in England und Tod
Johanna blieb nach 1358 in England und kehrte nicht mehr nach Schottland zurück. Im Juni 1358 machte sie mit ihrer Mutter eine Wallfahrt nach Canterbury. Wenige Wochen später war sie bei ihrer Mutter, als diese starb. Eduard III. gewährte seiner Schwester für ihren Aufenthalt in England eine jährliche Pension in Höhe von £ 200. Diese Summe war offenbar nicht ausreichend, denn sie erhielt später einen Vorschuss auf weitere Zahlungen. Johanna starb mit 41 Jahren in England und wurde in der Franziskanerkirche in London beigesetzt. Ihre Ehe mit David II. war kinderlos geblieben.